# Hoploscopa quadripuncta
Hoploscopa quadripuncta là một loài bướm đêm trong họ Crambidae.